# Centre audiovisuel
Le centre audiovisuel est créé en 1972 dans le grand ensemble de la Villeneuve de Grenoble. Dans un contexte d'expérimentation sociale dont la production d'image est un des champs d'application, l'équipe du centre audiovisuel,  rattachée à l'équipement intégré du CEPASC, créé l'une des premières expériences de télévision de quartier en France entre 1974 et 1976. En 1987, le centre audiovisuel devient une association loi de 1901. Aujourd'hui c'est un centre de ressources et de formation spécialisé en éducation à l'image et aux médias.

## Historique
À la fin des années 1960 et au début des années 1970, Grenoble — et la Villeneuve en particulier — est une vitrine reconnue de l'expérimentation sociale dont la production d'images filmées est l'un des champs d'application. Jean-Pierre Beauviala soucieux de démocratiser les modes et les conditions de la production cinématographique dans le même temps qu'il s'engage dans une esthétique du réel, crée les optiques et caméras de la Nouvelle Vague. Jean-Luc Godard habitant de la Villeneuve et complice de Beauviala, tourne Numéro 2 dans son appartement.
La Villeneuve voit arriver ses premiers occupants au printemps 1972. Dès la rentrée scolaire de la même année, les responsables municipaux chargent une équipe restreinte de mettre en place une animation basée sur des techniques audiovisuelles, afin de familiariser la population avec ces techniques, leur utilisation, leurs possibilités et de préparer le terrain pour l'expérience de plus grande envergure que représente l'installation du réseau câblé intégré aux immeubles et aux équipements. L'équipe sera rattachée au CEPASC et travaillera en lien avec les équipements et les écoles du quartier qui utilisent les outils audiovisuels à des fins pédagogiques. 
L'expérience de la télévision de quartier diffusé par câble commence en janvier 1974. Il s'agit d'une des toutes premières télévision de quartier de France. Le centre audiovisuel créé "un studio d'émission de télévision destiné aux habitants et où ils peuvent eux-mêmes jouer le rôle de producteur d'émissions portant sur des problèmes intéressant tous les habitants". Un juin 1974 une association des usagers est chargée de faire des propositions à l'équipe d'animation audiovisuelle. L'expérience connait des problèmes en 1975 et s'arrête au printemps 1976.
En 1987, l'association loi de 1901 est créée en partenariat avec la mairie de Grenoble, le Conseil Général de l'Isère et l'Education Nationale. C'est un lieu ressources et de formation spécialisé en éducation à l'image et aux médias.

## Télévision de quartier
À partir de janvier 1974, l'équipe créé la Vidéogazette qui programme régulièrement sur le câble des émissions de radio et de télévision qui peuvent être reçues par 3000 logements.  Le contenu des programmes de télévision se répartit entre les émissions d'informations, élaborées aussi bien par les usagers que par l'équipe d'animation, les rediffusions d'émissions nationales, les débats, les films, les émissions de variétés, de jeux... La part effective de programmation élaborée par les usagers représente une heure d'émission hebdomadaire. Cette programmation est beaucoup plus le fait de groupes (associations, groupes politiques...) que d'individus. L'audience moyenne des émissions tourne autour de 20 %. 
Cette expérience s'est arrêtée en 1976 pour des questions de moyens financiers, mais également à cause du monopole de l'État sur le domaine audiovisuel.

## Prolongement
À la suite de l'expérience audio-visuelle de la Villeneuve, une cellule d'information multimédia a été créée à la Ville de Grenoble.
Cette expérience a également eu des liens avec le Centre de recherche sur l'éducation permanente et l'action culturelle (CREPAC) qui a installé une antenne locale éphémère à Grenoble.
Dès octobre 2000, à la demande de la Ville et de l'Éducation nationale, le Centre audiovisuel diffuse Cap Canal, télévision éducative d'origine lyonnaise, sur le câble de Grenoble et Meylan. Suivant sa mission d'éducation à l'image et aux médias, le Centre forme les publics à l'utilisation des émissions de la chaîne. 
La diffusion de Cap Canal s'étend à tout le territoire métropolitain à partir de novembre 2011. 
En 2002, l'association est labelisée "Espace Culture Multimédia" par le Ministère de la Culture. 
À partir de 2010, l'association initie un projet de magazine vidéo participatif avec les habitants des quartiers Abbaye-Châtelet-Jouhaux de Grenoble.